# Pol Charbonneaux
Pour les articles homonymes, voir Charbonneaux.
Pol Carbonneaux (Reims, 26 octobre 1909 - Andrews Air Force Base, 17 juillet 1954) est un militaire français, Compagnon de la Libération. Aviateur parmi les premiers ralliant les forces françaises libres, il participe aux combats de la Seconde Guerre mondiale dans les cieux d'Afrique du Nord, du Proche-Orient et d'Europe de l'Ouest. Après la guerre, il exerce des fonctions diplomatiques aux États-Unis où il meurt accidentellement en 1954.

## Biographie

### Jeunesse et engagement
Pol Charbonneaux naît le 26 octobre 1909 à Reims dans la Marne d'un père industriel. Il est le frère aîné de Philippe Charbonneaux. Il effectue son service militaire de 1930 à 1931 en tant qu'élève officier de réserve au 18e régiment de dragons puis à l'école de cavalerie de Saumur. Après son service, il effectue plusieurs périodes de réserve dans son arme d'origine mais passe un brevet de pilote en mars 1938 et se retrouve reversé dans la réserve de l'Armée de l'air. Lorsque les réservistes sont rappelés au moment de la mobilisation générale en 1939, il est détaché auprès du préfet de la Marne.

### Seconde Guerre mondiale
En juin 1940, alors qu'il est en mission au centre d'instruction de la reconnaissance aérienne à Toulouse, il anticipe l'appel du général de Gaulle en décollant dès le 17 juin vers l'Angleterre. Après avoir passé plusieurs semaines au pays de Galles, il est affecté au Groupe de combat no 1 commandé par le commandant Le Marmier. Envoyé en Afrique avec son unité, il participe à l'expédition de Dakar puis est chargé de missions de ravitaillement au Cameroun. En décembre 1940, il suit un stage de pilotage sur Bristol Blenheim à Ismaïlia en Égypte puis est envoyé à Khartoum où il est affecté au Groupe réservé de bombardement no 1. Prenant part à la campagne d'Afrique de l'Est, il opère dans le ciel d'Abyssinie contre les troupes italiennes. En 1941, il fait partie du Groupe de bombardement Lorraine qui vient d'absorber le GRB1. Il part alors en Libye où il participe à la guerre du désert. Le 20 décembre, lors d'une mission de bombardement des colonnes ennemies sur la route entre Tocra et Benghazi, les 12 appareils engagés dans l'opération sont attaqués par une escadrille de Messerschmitt Bf 109. Seuls trois avions parviennent à rejoindre la base, dont ceux pilotés par Yves Ezanno et Pol Charbonneaux.
Promu capitaine en mars 1942, Pol Charbonneaux et son unité sont envoyés en Syrie. Pendant quelques mois, il est chargé de convoyer des avions entre Takoradi et Calcutta avant de retrouver le Lorraine en Palestine où il prend le commandement de l'escadrille Nancy du groupe. À la fin de l'année 1942, le groupe de bombardement est envoyé en Angleterre pour participer aux opérations du front de l'ouest. Réalisant plusieurs missions de bombardement sur le sol européen, Charbonneaux est promu commandant en avril 1943. Mais en septembre, des problèmes de santé le contraignent à se retirer des opérations après 155 heures de vol et 67 missions de guerre. Il se retrouve alors chargé d'instruire le personnel français au centre d'instruction de Filey avant d'être envoyé à Londres pour y intégrer le cabinet du général de Gaulle. C'est à ce poste qu'il connait la fin de la guerre après avoir été promu lieutenant-colonel en décembre 1944.

### Après-guerre
En juin 1945, il prend le commandement de la base-école de la Rochelle puis entre l'année suivante à l'École de guerre. En 1948, il entre à l'état-major de l'Armée de l'air en tant qu'inspecteur de l'aviation de bombardement et de transport. Promu colonel en janvier 1951, il est muté à l'Ambassade de France aux États-Unis où il occupe le poste d'adjoint de l'attaché militaire de l'air. Le 17 juillet 1954, sur la base aérienne d'Andrews, l'avion à bord duquel il a pris place prend feu lors du décollage. Le 20 juillet, Pol Charbonneaux meurt de ses blessures. Son corps rapatrié, il est inhumé à Reims.

## Décorations
|  |  |  |  |  |  |
|  |  |  |  |  |  |
|  |  |  |  |  |  |
|  |  |  |  |  |  |

| Commandeur de la Légion d'Honneur           | Commandeur de la Légion d'Honneur | Compagnon de la Libération             | Compagnon de la Libération             | Croix de guerre 1939-1945                                 | Croix de guerre 1939-1945                                 |
| Médaille de l'Aéronautique                  | Médaille de l'Aéronautique        | Médaille coloniale Avec agrafe "Libye" | Médaille coloniale Avec agrafe "Libye" | Officier de l'Ordre de l'Empire britannique (Royaume-Uni) | Officier de l'Ordre de l'Empire britannique (Royaume-Uni) |
| Officier de la Legion of Merit (États-Unis) |                                   |                                        |                                        |                                                           |                                                           |
| Mention in Dispatches (Royaume-Uni)         |                                   |                                        |                                        |                                                           |                                                           |

## Hommages
- Une rue de sa ville natale de Reims a été baptisée en son honneur[5].